# Rachunkowość podatkowa
Rachunkowość podatkowa – dotyczy ewidencji gospodarczej, która wynika z uregulowań prawa podatkowego i jego wpływu na księgi rachunkowe prowadzone zgodnie z prawem bilansowym. Zajmuje się kalkulowaniem i ewidencjonowaniem podatków, a także operacjami gospodarczymi potrzebnymi do ustalenia dochodów i obciążeń podatkowych związanych z działalności gospodarczej. Jej odbiorcą jest urząd skarbowy, a podmiotami są osoby fizyczne i spółki cywilne.